# كين تاكر
كين تاكر (بالإنجليزية: Ken Tucker)‏ (2 أكتوبر 1925 في المملكة المتحدة - 19 مايو 2008 في المملكة المتحدة) هو لاعب كرة قدم بريطاني (وحمل سابقاً جنسية المملكة المتحدة لبريطانيا العظمى وأيرلندا) في مركز جناح ‏. لعب مع نادي مارغيت ونوتس كاونتي ووست هام يونايتد وFinchley F.C. ‏ ووينجيت آند فينشلي.